# Pakistan op de Olympische Zomerspelen 2020
Pakistan nam deel aan de Olympische Zomerspelen 2020 in Tokio, Japan.

## Atleten
| sport         | mannen | vrouwen | totaal |
| ------------- | ------ | ------- | ------ |
| Atletiek      | 1      | 1       | 2      |
| Badminton     | 0      | 1       | 1      |
| Gewichtheffen | 1      | 0       | 1      |
| Judo          | 1      | 0       | 1      |
| Schietsport   | 3      | 0       | 3      |
| Zwemmen       | 1      | 1       | 2      |
| totaal        | 7      | 3       | 10     |

## Sporten

### Atletiek
Mannen
Technische nummers
| atleet        | onderdeel   | kwalificaties | kwalificaties | finale  | finale |
| atleet        | onderdeel   | afstand       | rang          | afstand | rang   |
| ------------- | ----------- | ------------- | ------------- | ------- | ------ |
| Arshad Nadeem | speerwerpen | 85,16         | 3 Q           | 84,62   | 5      |

Vrouwen
Loopnummers
| atlete        | onderdeel | series | series | kwartfinale | kwartfinale | halve finale   | halve finale   | finale         | finale         |
| atlete        | onderdeel | tijd   | rang   | tijd        | rang        | tijd           | rang           | tijd           | rang           |
| ------------- | --------- | ------ | ------ | ----------- | ----------- | -------------- | -------------- | -------------- | -------------- |
| Najma Parveen | 200 m     | 28,12  | 7      | n.v.t.      | n.v.t.      | niet geplaatst | niet geplaatst | niet geplaatst | niet geplaatst |

### Badminton
Vrouwen
| atlete         | onderdeel | groepsfase                 | groepsfase                 | groepsfase           | groepsfase | eliminatie           | kwartfinale          | halve finale         | finale / BM          | finale / BM |
| atlete         | onderdeel | tegenstander uitslag       | tegenstander uitslag       | tegenstander uitslag | rang       | tegenstander uitslag | tegenstander uitslag | tegenstander uitslag | tegenstander uitslag | rang        |
| -------------- | --------- | -------------------------- | -------------------------- | -------------------- | ---------- | -------------------- | -------------------- | -------------------- | -------------------- | ----------- |
| Mahoor Shahzad | enkelspel | A Yamaguchi V (3-21, 8-21) | K Gilmour V (14-21, 14-21) | n.v.t.               | 3          | niet geplaatst       | niet geplaatst       | niet geplaatst       | niet geplaatst       | 15          |

### Gewichtheffen
Mannen
| atlete      | onderdeel | trekken | trekken | stoten | stoten | totaal | rang |
| atlete      | onderdeel | score   | rang    | score  | rang   | totaal | rang |
| ----------- | --------- | ------- | ------- | ------ | ------ | ------ | ---- |
| Talha Talib | -67 kg    | 150     | 2       | 170    | 7      | 320    | 5    |

### Judo
Mannen
| atleet            | onderdeel | eerste ronde         | tweede ronde         | derde ronde          | kwartfinale          | halve finale         | herkansing           | finale / BM          | finale / BM    |
| atleet            | onderdeel | tegenstander uitslag | tegenstander uitslag | tegenstander uitslag | tegenstander uitslag | tegenstander uitslag | tegenstander uitslag | tegenstander uitslag | rang           |
| ----------------- | --------- | -------------------- | -------------------- | -------------------- | -------------------- | -------------------- | -------------------- | -------------------- | -------------- |
| Shah Hussain Shah | −100 kg   | n.v.t.               | Darwish V 003–101    | niet geplaatst       | niet geplaatst       | niet geplaatst       | niet geplaatst       | niet geplaatst       | niet geplaatst |

### Paardensport

#### Eventing
Voor het eerst in de geschiedenis van de deelnames van Pakistan, slaagde het land er in om één eventingruiter te kwalificeren voor de Olympische paardensportcompetitie. Hier werd in geslaagd door in de top 2 te eindigen - buiten de groepsselectie - van de individuele FEI Olympische Rankings voor groep F (Afrika en Midden-Oosten). Echter stief in september 2020 het paard Azad Kashmir, dat samen met ruiter Ushman Khan gekwalificeerd was, aan een hartaanval. Aangezien ruiter en paard zich samen kwalificeren, moest Ushman Khan zich terugtrekken.
Khan probeerde zich in 2021 nog opnieuw te kwalificeren als ruiter van een nieuw paard Kasheer. Hij slaagde er echter niet in om de minimale deelnamevereisten te behalen tijdens het Sydney International Three-day Event in mei. Dit betekende dat hij niet in aanmerking kwam voor deelname aan de Olympische Spelen. Khan nam - hoewel dit in strijd was met de regels van de FEI - de week na Sydney nog deel in Naracoorte. Tijdens deze wedstrijd maakte hij een roterende val, die leidde tot het overlijden van Kasheer.

### Schietsport
Mannen
| atleet                 | onderdeel            | kwalificaties | kwalificaties | finale         | finale         |
| atleet                 | onderdeel            | punten        | rang          | punten         | rang           |
| ---------------------- | -------------------- | ------------- | ------------- | -------------- | -------------- |
| Muhammad Khalil Akhtar | 25 m snelvuurpistool | 572           | 15            | niet geplaatst | niet geplaatst |
| Ghulam Mustafa Bashir  | 25 m snelvuurpistool | 579           | 10            | niet geplaatst | niet geplaatst |
| Gulfam Joseph          | 10 m luchtpistool    | 578           | 9             | niet geplaatst | niet geplaatst |

### Zwemmen
Mannen
| atleet                | onderdeel        | series | series | halve finale   | halve finale   | finale         | finale         |
| atleet                | onderdeel        | tijd   | rang   | tijd           | rang           | tijd           | rang           |
| --------------------- | ---------------- | ------ | ------ | -------------- | -------------- | -------------- | -------------- |
| Muhammad Haseeb Tariq | 100 m vrije slag | 53,81  | 62     | niet geplaatst | niet geplaatst | niet geplaatst | niet geplaatst |

Vrouwen
| atlete     | onderdeel       | series | series | halve finale   | halve finale   | finale         | finale         |
| atlete     | onderdeel       | tijd   | rang   | tijd           | rang           | tijd           | rang           |
| ---------- | --------------- | ------ | ------ | -------------- | -------------- | -------------- | -------------- |
| Bisma Khan | 50 m vrije slag | 27,78  | 56     | niet geplaatst | niet geplaatst | niet geplaatst | niet geplaatst |